# Zospeum tholussum

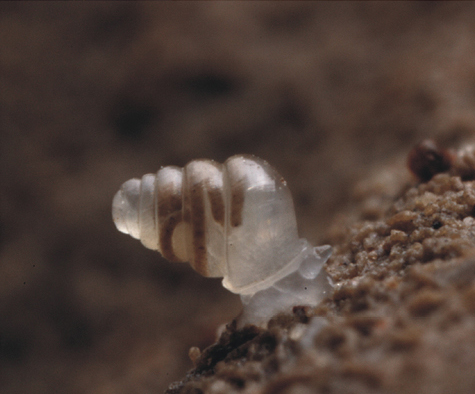

Zospeum tholussum är en art landbaserade snäckor i familjen Ellobiidae. Arten upptäcktes 2013 av Alexander Weigand från Goetheuniversitetet i Frankfurt am Main i Tyskland. Endast ett levande exemplar har påträffats. Detta upptäcktes på 980 meters djup i grottsystemet Lukina Jama–Trojama i Velebitbergen i Kroatien, som har de djupast liggande grottorna i Kroatien och bland de djupaste i världen. Upptäckten publicerades i Subterranean Biology i september 2013.
Arten har ett litet och bräckligt genomskinligt skal. Snäckskalet är toppigt. Sju tomma snäckskal påträffades också, i grottor från 800 meters djup och nedåt. De sammanlagt åtta observerade skalen är 1,41-1,81 millimeter höga och har en diameter av 0,93-1,12 millimeter. Proportionen mellan höjd och bredd är 1/1,42 - 1/1,62.
Den enda påträffade levande snäckan hittades i ett hålrum med stenar och sand och nära en liten vattenström.